# Candide Thovex
Candide Thovex (Annecy, 22 maggio 1982) è uno sciatore freestyle e freerider francese.

## Biografia
Cresciuto nel piccolo paese de La Clusaz dove risiede attualmente, è considerato tra i massimi esponenti dello sci freestyle newschool skiing. Candide inizia a sciare a soli due anni, iscrivendosi poi allo sci club di La Clusaz a cinque.
Ha vinto per la prima volta il titolo francese di sci nelle gobbe a soli 14 anni, vincendolo anche l'anno successivo. Sceglie però di cambiare disciplina dedicandosi al freestyle. Nel 1999, a 16 anni, ha partecipato per la prima volta agli X Games, piazzandosi quarto nel Big Air. Negli anni successivi si è aggiudicato varie medaglie agli X Games, tra cui gli ori nelle specialità Big Air, Super Pipe e Slopestyle.
In quegli anni Candide iniziò a organizzare una serie di eventi a La Clusaz, che chiama Candide Invitational, che divennero un punto di riferimento per il freestyle europeo nell'evento del 2007, affrontando il più imponente big air mai costruito, soprannominato "Grosse Bertha", Candide si è procurato la frattura della vertebra lombare L1 in seguito al grande impatto avvenuto sul flat: a causa delle alte temperature, la qualità della neve non gli ha permesso di raggiungere la velocità ottimale per coprire i 45 metri di lunghezza del salto; è stato quindi immediatamente ricoverato al Centre de rééducation du sportif di Capbreton, dove è stato in fase di riabilitazione per quattro mesi.
Dall'incidente Candide ha smesso di praticare freestyle e ha iniziato una carriera da freerider. Il 23 marzo 2010 ha vinto il Freeride World Tour. L'atleta francese, che era rimasto fermo due anni a causa dell'infortunio, ha vinto il circuito alla sua prima partecipazione grazie a tre podi in quattro gare.
Nel 2012 è uscito Few Words, prodotto dalla Quiksilver, un film documentario che ripercorre l'intera vita e carriera di Candide. È stato il primo ski movie ad essere uscito nei cinema italiani, in inglese e sottotitolato in italiano.

## Palmarès
- 1996
  - Campione di Francia di sci a gobbe in singolo[6]
- 1997
  - Campione di Francia di sci a gobbe in singolo[6] e in parallelo
- 1999
  - 4° agli Winter X-Games nel Big air.
  - Australia: Vincitore agli X-Games, 3° Big Air, 2° Slope style
  - Austria : 1° Big Air agli Yoz Winter Games
- 2000
  - 1° agli X-Games e ai Gravity-Games
- 2001
  - Giappone : 3° Quarter Park ai Core Games
  - 1° agli X Games nel Big Air e nell'Half Pipe
- 2002
  - Libano : 1° Big Air Nescafé.
  - Nuova Zelanda: 1° Big Air a Christ Church e Methven
  - 1° agli X Games nel Super pipe
  - US-Open, 2° Super pipe, 3° Slopestyle
  - Svezia: Red Bull, 3° Big Air
  - Vincitore Rip Curl Cup
- 2003
  - 1° agli X Games nel Super pipe
  - Svizzera: Vincitore del Over All e Slope style, 2°Big Air e Half Pipe al Rip Curl Event
- 2006
  - Vincitore dell'Orage European Freeski Open.
  - 3° Orage Master (a squadre).
- 2007
  - 1° agli X Games nello Slopestyle.
- 2010
  - Vincitore del Freeride World Tour.

## Filmografia
Cortometraggi:
- Rastafaride 1 (2001)
- Rastafaride 2 (2002)
- Rastafaride 3 - French Toast (2003)
- Rastafaride 4 - Special Delivery (2004)
- Rastafaride 5 - Pull Up (2005)
- Rastafaride 6 - Wha'ppen (2006)
- Rastafaride 7 - Seventh Heaven (2007)
- Candide Kamera
- Candide Kamera 2
- One of those days
- One of those days 2
- One of those days 3
- Quattro®
- Quattro 2 - Ski of the world

Lungometraggio:
- Few words (2012)